# Topographisches Verzeichniss der Pflanzensammlung von C. F. Ecklon
Topographisches Verzeichniss der Pflanzensammlung von C. F. Ecklon (abreviado Topogr. Verz. Pflanzensamml. Ecklon) es un libro con ilustraciones y descripciones botánicas que fue escrito por el botánico, recolector y boticario danés Christian Friedrich Ecklon y publicado en Esslingen en el año 1827 con el nombre de Topographisches Verzeichniss der Pflanzensammlung, von C. F. Ecklon. 1. Lieferung. Oder: Standorte und Blüthezeit derjenigen Arten aus der Familie der Coronarien und Ensaten welche bis jezt auf dem Vorgebürge der Guten Hoffnung beobachtet und gesammelt worden sind von C. F. Ecklon.